# Rugby-Union-Südamerikameisterschaft 1969
Die Rugby-Union-Südamerikameisterschaft 1969 (spanisch Sudamericano de Rugby 1969) war die sechste Ausgabe der südamerikanischen Kontinentalmeisterschaft in der Sportart Rugby Union. Sie fand 1969 in Chile statt und wurde von der Federación de Rugby de Chile organisiert. Teilnehmer waren die Nationalmannschaften von Argentinien, Chile und Uruguay. Austragungsorte waren der Prince of Wales Country Club in Santiago de Chile und das Estadio Sausalito in Viña del Mar. Den Titel gewann zum sechsten Mal Argentinien.

## Tabelle
Für einen Sieg gab es zwei Punkte, für ein Unentschieden einen Punkt, bei einer Niederlage null Punkte.
|    | Land        | Spiele | Siege | Unent. | Ndlg. | Spiel- punkte | Diff. | Tabellen- punkte |
| -- | ----------- | ------ | ----- | ------ | ----- | ------------- | ----- | ---------------- |
| 1. | Argentinien | 2      | 2     | 0      | 0     | 95:6          | + 89  | 4                |
| 2. | Chile       | 2      | 1     | 0      | 1     | 13:60         | − 47  | 2                |
| 3. | Uruguay     | 2      | 0     | 0      | 2     | 12:54         | − 42  | 0                |

## Ergebnisse
Punktesystem: 3 Punkte für einen Versuch, 2 Punkte für eine Erhöhung, 3 Punkte für einen Straftritt, 4 Punkte für ein Dropgoal, 3 Punkte für ein Goal from mark
| 4. Oktober 1969 | Argentinien | 41 : 6         | Uruguay                              | Prince of Wales Country Club, Santiago de Chile Schiedsrichter: Gonzalo Roman (Chile) |
| 4. Oktober 1969 | Versuche: Benzi (2) Carbone Martínez Pascual Silva Walther Strafversuch Erhöhungen: Poggi (2) Seaton (2) Straftritte: Seaton (2) | (15:3) Bericht | Versuche: Sartori Straftritte: Bacot | Prince of Wales Country Club, Santiago de Chile Schiedsrichter: Gonzalo Roman (Chile) |

| 8. Oktober 1969 | Chile                                                               | 13 : 6        | Uruguay                    | Estadio Sausalito, Viña del Mar Schiedsrichter: Carlos Tozzi (Argentinien) |
| 8. Oktober 1969 | Versuche: Cooper (2) Erhöhungen: Cooper Infante Straftritte: Cooper | (5:6) Bericht | Versuche: 1 Straftritte: 1 | Estadio Sausalito, Viña del Mar Schiedsrichter: Carlos Tozzi (Argentinien) |

| 11. Oktober 1969 | Chile | 0 : 54         | Argentinien                                                                                               | Prince of Wales Country Club, Santiago de Chile Schiedsrichter: Nigel Davies (Wales) |
| 11. Oktober 1969 |       | (0:21) Bericht | Versuche: Anthony Benzi Martínez Otaño Pascual (3) Rodríguez (2) Silva Walther (2) Erhöhungen: Seaton (9) | Prince of Wales Country Club, Santiago de Chile Schiedsrichter: Nigel Davies (Wales) |